# Mokrzyn
Mokrzyn (kaszub. Mòkrzëno; niem. Petersdorf) – wieś kaszubska w Polsce na pograniczu Pojezierzy Kaszubskiego i Bytowskiego położona w województwie pomorskim, w powiecie bytowskim, w gminie Bytów, przy drodze krajowej nr 20 Stargard - Szczecinek - Gdynia. Na północ od Mokrzyna znajdują się otoczone lasami jeziora wytopiskowe Cechyńskie Małe (rezerwat przyrody) i Cechyńskie Wielkie. Obecna urzędowa nazwa miejscowości to nazwa utworzona przez Komisję Ustalania Nazw Miejscowości i Obiektów Fizjograficznych po II wojnie światowej w ramach polonizowania nazw na terenach przyłączonych do Polski.
W latach 1954–1959 wieś należała i była siedzibą władz gromady Mokrzyn, po jej zniesieniu w gromadzie Ugoszcz. W latach 1975–1998 miejscowość administracyjnie należała do województwa słupskiego.